# 上田 (日野市)
上田（かみだ）は、東京都日野市の大字。

## 地理
日野市の西部に位置する。
東から時計回りで、日野市万願寺、日野市南平、日野市川辺堀之内、日野市宮に隣接する。

### 河川
- 浅川 ｰｰｰ 街区南側に存在。
- 上田用水
- 新井用水

## 世帯数と人口
2025年（令和7年）8月1日現在（日野市発表）の世帯数と人口は以下の通りである。
- 世帯数 : 675世帯
- 人口 : 1,497人

### 人口の変遷
国勢調査による人口の推移。
| 年                 | 人口  |
| ------------------ | ----- |
| 2005年（平成17年） | 982   |
| 2010年（平成22年） | 1,145 |
| 2015年（平成27年） | 1,225 |
| 2020年（令和2年）  | 1,358 |

### 世帯数の変遷
国勢調査による世帯数の推移。
| 年                 | 世帯数 |
| ------------------ | ------ |
| 2005年（平成17年） | 399    |
| 2010年（平成22年） | 467    |
| 2015年（平成27年） | 525    |
| 2020年（令和2年）  | 587    |

## 学区
市立小・中学校に通う場合、学区は以下の通りとなる（2023年10月時点）。
- 区域 : 全域
  - 小学校 : 日野市立日野第一小学校
  - 中学校 : 日野市立日野第一中学校

## 交通

### 鉄道
| 隣接する街区の駅                       |
| -------------------------------------- |
| 多摩都市モノレール線 - 万願寺駅(TT 08) |

### バス
- 京王電鉄バス桜ヶ丘営業所が、周辺の路線バスを担当している。
- 日野市ミニバス

### 道路
- 日野バイパス

## 事業所
2021年（令和3年）現在の経済センサス調査による事業所数と従業員数は以下の通りである。
- 事業所数 : 45事業所
- 従業員数 : 988人

### 事業者数の変遷
経済センサスによる事業所数の推移。
| 年                 | 事業者数 |
| ------------------ | -------- |
| 2016年（平成28年） | 44       |
| 2021年（令和3年）  | 45       |

### 従業員数の変遷
経済センサスによる従業員数の推移。
| 年                 | 従業員数 |
| ------------------ | -------- |
| 2016年（平成28年） | 317      |
| 2021年（令和3年）  | 988      |

## 施設
- 日野市営ドッグラン

## その他

### 日本郵便
- 郵便番号 : 191-0014[3]（集配局 : 日野郵便局[12]）。